# Підпомічники

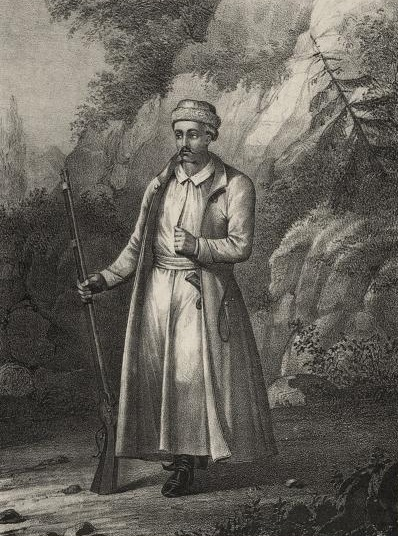
Козак підпомічник

Підпомічники (підмогочі) — незаможна частина козацтва у XVII ст., яка була неспроможна відбувати військову службу власним коштом. Вони були позбавлені козацьких привілеїв і змушені виконувати такі ж повинності, що й селяни, але вдвічі менше.
На них також покладалися обов'язки забезпечення виборних козаків усім необхідним для походів: зброєю, кіньми, провіантом тощо. Фактично вони перетворилися на слуг своїх заможніших товаришів і старшини.
Майновий поділ козацтва на виборних і підпомічників був юридично закріплений указом виданий Правлінням гетьманського уряду в 1735 році. У 1760-ті роки на Гетьманщині нараховувалося приблизно 176 тис. виборних козаків, 198 тис. підпомічників, 80 тис. підсусідків.
У 1783 році уряд Російської імперії перевів підпомічників до категорії державних селян.